# Kankan (region)
Kankan Region är en region i Guinea. Den ligger i den centrala delen av landet, 500 km öster om huvudstaden Conakry. Antalet invånare är 1 986 329. Arean är 72 145 kvadratkilometer. Kankan Region gränsar till Nzerekore Region och Faranah Region. 
Terrängen i Kankan Region är kuperad åt sydväst, men åt nordost är den platt.
Kankan Region delas in i:
- Siguiri Prefecture
- Kouroussa
- Kerouane Prefecture
- Kankan Prefecture
- Mandiana Prefecture

Följande samhällen finns i Kankan Region:
- Damaro
- Soromaya